# Ceinture fléchée

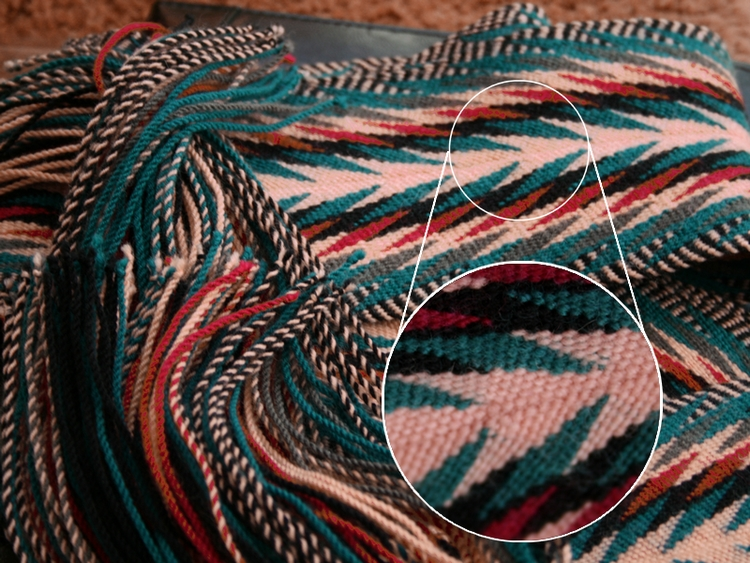
Ceinture fléchée faite à la main en 2007 (avec détail des motifs).

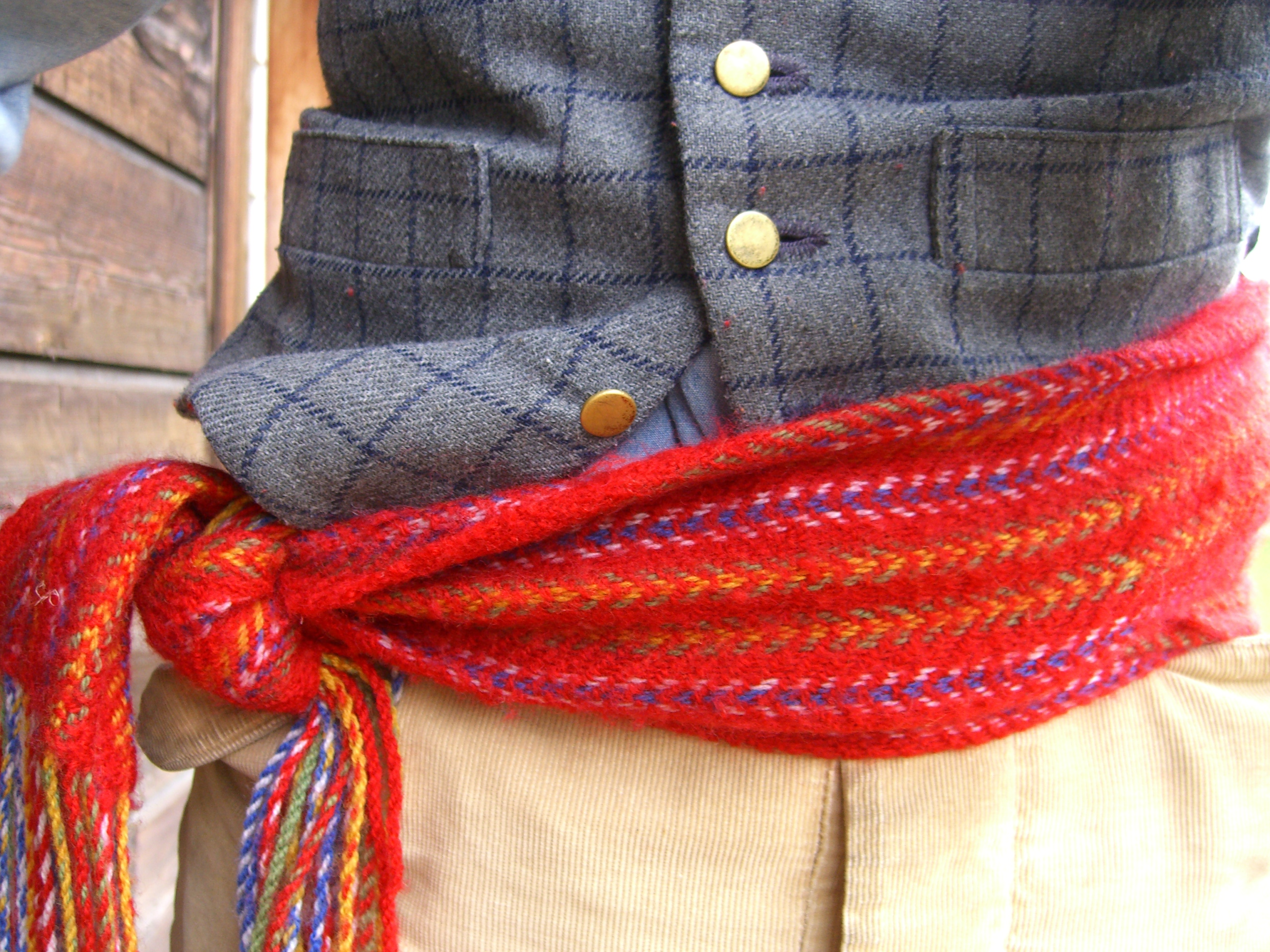
Une ceinture fléchée fabriquée au métier à tisser.

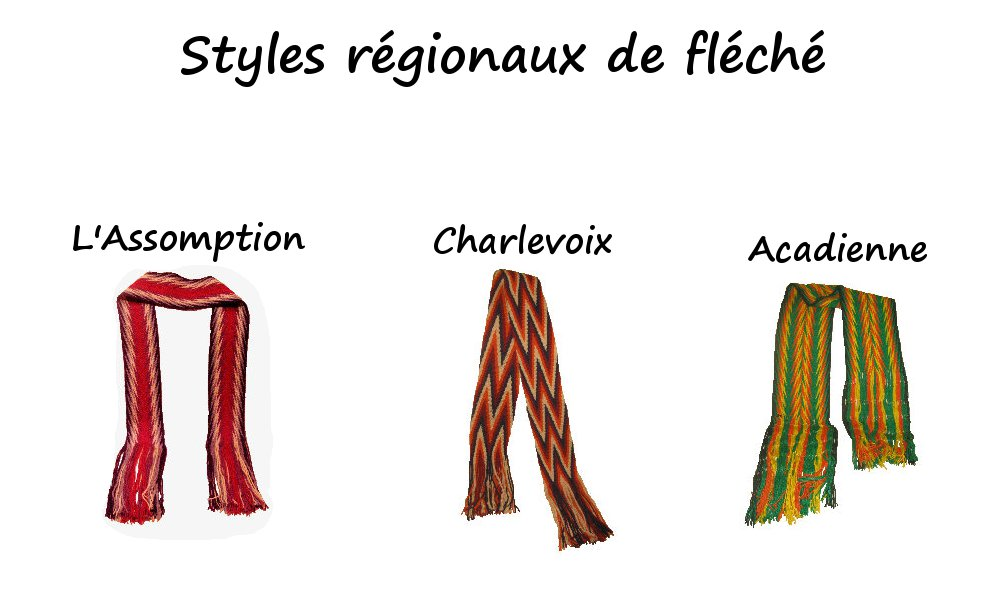
Quelques styles régionaux de fléché.

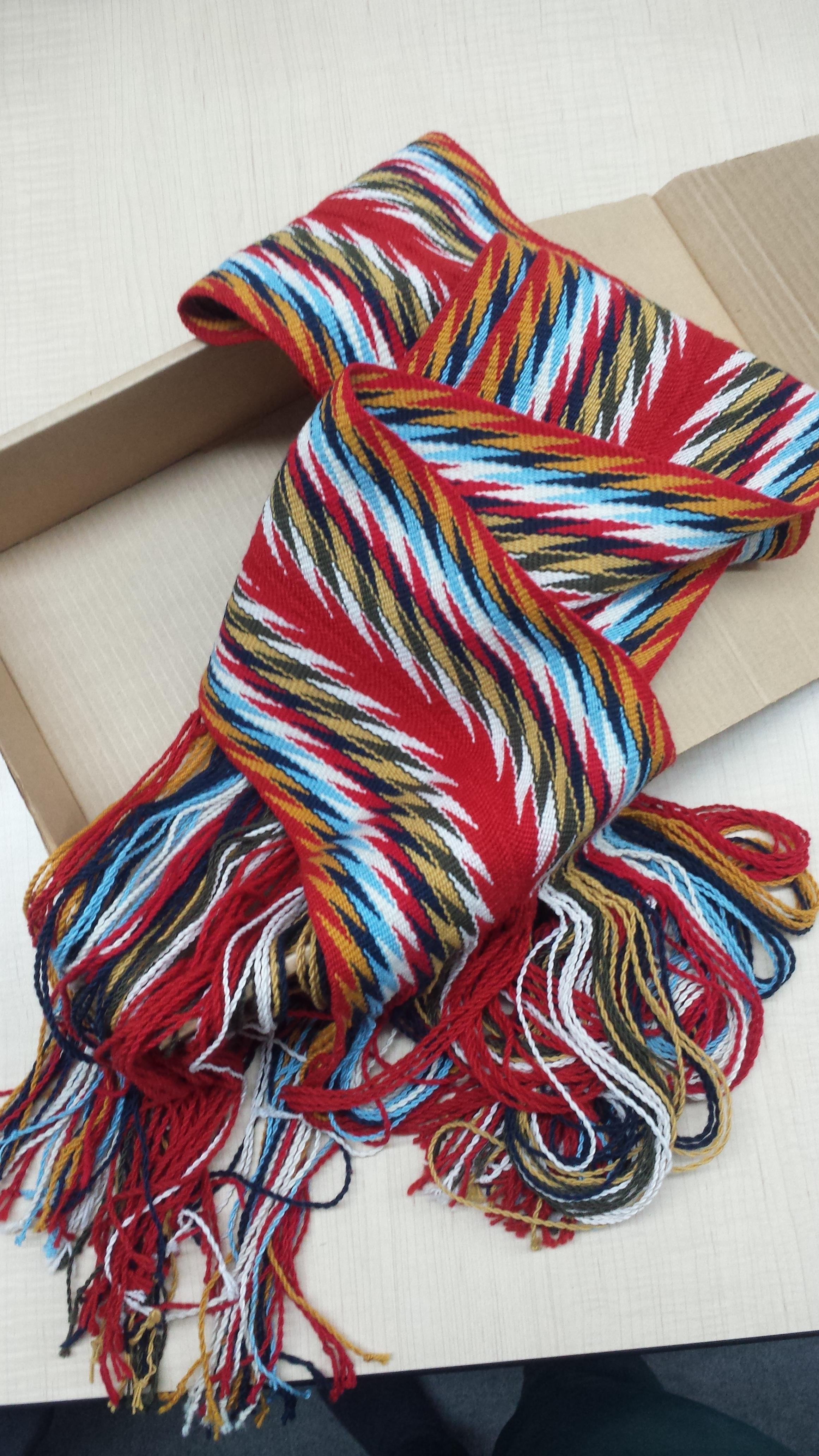
Une ceinture fléchée réalisée par Jean Cadorette.

La ceinture fléchée est un élément de costumes traditionnels du Bas-Canada. Elle fut portée par les Huron-Wendat, les Canadiens-Français et les Métis. Historiquement associée à la traite des fourrures après la conquête, il s'agit d'une ceinture de laine tissée aux doigts (en employant la technique du fléché), traditionnellement portée par les hommes. La largeur d'une ceinture peut varier de 15 cm à 25 cm et sa longueur peut facilement dépasser deux mètres.

## Histoire
La ceinture des Huron-wendats, était faite auparavant avec des fibres de sauge. La véritable ceinture fléchée fut inventée au Bas-Canada après la conquête. La laine de mouton en est le principal matériel.
Les ceintures servaient d'abord à enserrer et décorer les capots d'hiver masculins en étoffe ; elles  sont connues ensuite chez les voyageurs-canoteurs qui les utilisent pour soutenir leurs dos lors du transport des lourds ballots de peaux. Certains s'en servaient aussi pour prévenir des hernies chez ces voyageurs-canoteurs.

### XVIIIesiècle
Depuis des décennies, la ceinture fléchée est portée par des membres de la nation Huronne-Wendat qui échangeaient leurs fourrures pour se la procurer. Les autochtones d'Amérique appréciaient le travail fait main et ils possédaient déjà l'expérience du commerce par le troc. La ceinture fléchée fit partie du costume traditionnel de l’habitant du Québec au moins à partir de 1776. À cette époque, les visiteurs britanniques ou les mercenaires allemands qui la remarquent la qualifient de « ceinture colorée ». Les premières ceintures ont été aperçues dans la région de Québec. C’est ainsi que Thomas Anbury, en 1776, écrit dans ses récits de voyage que lorsqu’il visite Charlesbourg et Beauport, l’habitant porte une ceinture de laine colorée. Les dames Ursulines enseignaient tous les arts textiles en plus des matières académiques; d'abord à Québec et ensuite à Trois-Rivières, à St-Michel de Bellechasse et à Roberval. Après la Conquête, la ceinture fléchée fera partie de leur enseignement. John Lambert en témoignera aussi au tournant du XVIIIe et du XIXe siècle.

#### Premières mentions
Plusieurs personnes témoignent de la présence de la ceinture fléchée au Québec. En 1777, Charlotte Luise de Riedesel venue d’Allemagne rejoindre son mari le major général Frederick, raconte que lorsqu’elle rencontre son mari à Chambly, il porte une ceinture rouge et bleue avec franges sur le costume des Canadiens pour se garder au chaud, car il souffre d’une grippe. La même année, un militaire logé à Sainte-Anne[-de-la-Pérade] relate comment dans les chaumières, les gens tissent les ceintures colorées de leur laine domestique. E.V. Germann en 1778, en dessine une qui indique une ceinture colorée au motif chevron.
Une autre occasion permet d’en savoir plus sur les motifs et l'évolution de la technique. Elisabeth Simcoe qui fait un séjour à Québec de 1791-1792, rapporte des Canadiens « (…) their coats are tied round with a coloured sash. » Lorsqu’elle accompagne son mari au bal chez le gouverneur Haldemand au Château Saint-Louis, elle écrit : « The Canadian coats with capots and sashes look very picturesque ».
En 1798, à Verchères, on trouve le corps d’un voyageur noyé et Labadie écrit dans son journal personnel que ce noyé porte « une jolie cinture à flesche ». Également en 1798, en lisant l’inventaire après décès des articles du commerce de madame Chaboillez dont le mari Charles fut un des fondateurs du Beaver Club, sont inscrites « deux cintures à flesches ».
On fait mention des ceintures fléchées en 1798 dans les livres de la compagnie du Nord-Ouest. La compagnie de la Baie d'Hudson, plus tard, contribue en effet à les faire connaître auprès des Métis de l'Ouest canadien, depuis son poste de traite situé à L'Assomption au Québec, pour lequel elle en fait confectionner, à bas prix, par des artisans et artisanes locales et autochtones, souvent conjointes des Voyageurs.
En 1806, le visiteur britannique John Lambert après avoir visité plusieurs villages du Bas Canada et les plus grandes villes comme Québec et Montréal : il écrit que cinq habitants sur six portent une ceinture colorée. Il spécifie que cette ceinture est parfois décorée de perles. On constate ainsi que la ceinture évolue dans son apparence sans qu’on puisse en attribuer le mérite à qui que ce soit.
Le port de la ceinture fléchée sera transporté vers l’ouest du pays avec le commerce des fourrures par les habitants engagés par la compagnie du Nord-Ouest. Un agent de la compagnie de la Baie d’Hudson fait des démarches auprès de l’Angleterre pour qu’on fasse quelque chose pour répondre à ce désir d’importer de la fine laine (worsted) : « …worsted of colour to make sashes of the latter I have got sample of from my neighbor which will sent home ». Les deux compagnies fusionnées en 1821, s’assurent donc de répondre à la demande. Dans la région de Québec, la reine Victoria, par le biais de son prince de Galles, en offrira une, au chef de la nation huronne-wendat, comme cadeau d'un chef d'une nation à un autre chef.

### XIXesiècle
Les motifs apparaissant sur les ceintures authentiques évolueront graduellement jusqu'en 1850, lorsque la forme traditionnelle des ceintures sera fixée par la Cie de la Baie d'Hudson qui standardisera le modèle dit de l'Assomption, (tête de flèche flanquée d'éclairs). La confection des ceintures fléchées se concentre dans l’Assomption selon l’historien Mason Wade à partir de 1835. Ce n'est qu'entre 1852 et 1856 qu'on vit apparaître l'appellation « Assumption sash ». Selon l'artisane Yvette Michelin, il existe plusieurs modèles de ceintures fléchées traditionnelles notamment la Chénier. Tirant son nom du médecin et patriote Jean-Olivier Chénier qui la portait lors de la bataille des Patriotes; cette ceinture dont la famille Chénier était propriétaire, est aujourd'hui observable au Musée canadien de l'histoire, ce modèle plus ancien se distingue par la présence de cinq bandes cousues ensemble et de perles blanches intégrées au motifs et non aux franges. Les franges n'ont pas de tresses et sont torsadées avec un nœud au bout,. Certains motifs dits régionaux ne sont apparus qu'au XXe siècle à la demande de certains maires désirant les couleurs de la municipalité ou autres associations.Le tissage de ces ceintures est long et exigeant, les rendant très coûteuses. La ceinture fléchée devenue populaire, HBC en achètera des versions mécanisées produites sur métier en Angleterre, tarissant ainsi progressivement la production et l'expertise artisanales.
À la fin du XIXe siècle, les bourgeois et les notables des villes en récupèrent l'usage. Certains la mettent au profit d'un sport populaire : la raquette. On se procurait ces ceintures surtout dans la région de l'Assomption, au Nord-Est de Montréal, ainsi que dans la région de Québec, de Montréal et d'autres régions. Les clubs de raquette ont perdu leur popularité au début du XXe siècle  avec l'arrivée du hockey sur glace, du ski et du patinage. Les ceintures fléchées sont alors passées dans le folklore, car elles étaient devenues obsolètes. À partir de ce moment, la ceinture fléchée est principalement portée par les danseurs de groupe folklorique ou les musiciens de musique traditionnelle.

### XXesiècleetXXIesiècle

#### Redécouverte et transmission contemporaine
Depuis Expo 67 à Montréal, et encore aujourd'hui au XXIe siècle, plusieurs artisans s'efforcent de faire revivre l'art et la technique de la ceinture fléchée, afin qu'ils ne disparaissent pas dans les anciennes mœurs des Canadiens, Québécois et Métis. Les ceintures adoptées comme symbole identitaire par les Québécois restent présentes et conservent la faveur des habitants du Québec. Éventuellement, on la qualifia également de « symbole identitaire des Métis ». (Première session, trente-septième législature, 49-50 Elisabeth 11,2001, Sénat du Canada Projet de loi S-35).
Malgré sa popularité et sa présence autant au Bas Canada que dans l’ouest du Canada, la ceinture fléchée connaît un ralentissement et de sa production et de sa mode. Probablement dû au déclin du commerce des fourrures vers 1870 et de la suggestion du curé Tancrède Viger, vers 1890, qui encouragea les flécherandes ou tisseuses à cesser de travailler pour les commerçants, étant bien peu rémunérées.
Plusieurs artistes ont laissé des œuvres, toiles, croquis, dessins où les ceintures fléchées sont bien représentées. Jusqu’en 1968, quelques femmes ont continué à tisser aux doigts les ceintures fléchées et ont pu transmettre la technique. Depuis 1968 plusieurs personnes ont appris à flécher la ceinture  sous la bannière de la toute première association nationale fondée par Lucien Desmarais : l'association des artisans de ceinture fléchée du Québec. Des associations régionales sont ensuite créées pour favoriser les activités du fléché. L'association des artisans de ceinture fléchée de Lanaudière s'incorporent en 1986, pour fonder une association indépendante. Cette association, en collaboration avec d'autres associations en textiles et en patrimoine actives de nos jours, travaillent à promouvoir et conserver le savoir-faire de la technique du fléché.

#### La ceinture fléchée dans la culture populaire
C'est en 1985 que le symbole régional de Lanaudière, faisant référence à la grande ceinture fléchée dite de l'Assomption, a été créé. La région de Lanaudière a repris la ceinture fléchée comme symbole. Un logo aux motifs d'éclairs et de flammes, fut adopté. Ces motifs représentent l'énergie et l'ardeur des Lanaudois. Le concept nous vient du Joliettain Guy Jobin et est composé de trois éclairs représentant les trois secteurs majeurs d'activités de la région soit : l'agroalimentaire, la culture et le tourisme et enfin, l'industrie et le commerce. Le symbole est complété par des flammes rouges, à l'extérieur du triangle, signifiant l'exportation, source d'alimentation de l'énergie de la région.
Des chansonniers, des danseurs de folklore et particulièrement Bonhomme Carnaval, ambassadeur de l'hiver arborant un modèle exclusif créé pour lui par Thérèse L. Bédard de Charlesbourg, mère d’une duchesse, ce modèle ressemblant au modèle dit de l'Assomption, contribuent grandement à faire connaître la ceinture fléchée aux visiteurs de divers pays, soit lors de spectacles au cours du Carnaval de Québec. Le fléché, tout en conservant la technique ancienne, sert maintenant de foulard, écharpe, signets, murales, etc. qui contribuent à sa survie.
Marius Barbeau s’est intéressé à la ceinture fléchée pour en trouver l’origine. Il n’y est pas arrivé mais a laissé des pistes à reprendre pour en savoir plus sur sa popularité sinon son origine. E.Z. Massicotte, archiviste à la ville de Montréal a fait des recherches et à la suite de ses observations du tissage aux doigts, exclusif au Québec, de la ceinture fléchée, il la qualifia de « chef-d’œuvre de l’industrie domestique du Canada ».

## Confection
La réalisation d'une ceinture fléchée se fait en plusieurs étapes.
D'abord, l'artisan (appelé « flécheur » ou « flécherand » selon l'OQLF) sélectionne les fils de laine qui lui conviennent. Lors de la conception d'une ceinture de facture traditionnelle ancienne, il faut des fils suffisamment longs pour que la ceinture fasse une à deux fois le tour de la taille. De plus, il faut ajouter à cela la longueur des franges à chaque bout de la ceinture. Les franges servent à la finition  de la ceinture sans abîmer le travail.
Enfin, l'artisan termine sa pièce en torsadant ou en tressant la longueur de fil restant afin de faire les franges. Traditionnellement, les franges se composaient d'une tresse de 1 ou 3 pouces et le reste était torsadé.
La création d'une ceinture fléchée peut demander de 80 à 500 heures de travail. Ceci explique la complexité et le coût de l'objet en question.

### Différence entre une ceinture tissée aux doigts et au métier
Il arrive souvent que les gens confondent les ceintures fléchées tissée aux doigts avec des ceintures tissées au métier, dites de type Coventry. Une ceinture tissée à la machine ne coûte généralement que le prix de trois heures de travail. Toutefois, une authentique ceinture fléchée vaut le coût d'un minimum de 100 heures pour une ceinture étroite, ou de 500 à 600 heures selon la finesse des fils de laine, la longueur et la largeur.
Tandis que la ceinture fabriquée à la machine demeure un souvenir qui transmet la tradition, elle prendra beaucoup moins de temps à fabriquer. Pour faire la distinction entre une ceinture faite aux doigts d'une ceinture usinée, il suffit de regarder les extrémités, là où la frange commence : les ceintures (de type Coventry) auront un tissage horizontal sur toute la largeur, tandis qu'une ceinture faite aux doigts recherchée par les connaisseurs et les collectionneurs, n'aura jamais de trame horizontale mais montrera, au centre, le tissage oblique ainsi réalisé.

### Identification
La plupart des ceintures anciennes, dites métis, ont été tissées sur métier, bien souvent en Angleterre, pour imiter les ceintures tissées aux doigts du Bas Canada. Bien des musées qui exposent ces ceintures omettent de mentionner ce fait. De nos jours, les ceintures fléchées, dont les styles et couleurs varient selon les artisans qui les confectionnent, servent aussi parfois à identifier l'origine du porteur. Par exemple, la ceinture de la région de Québec met la flèche nette et le bleu en valeur ; celle de Montréal est plus rouge ; et celle de l'Ouest (historiquement entre Ottawa et la région de la rivière rouge) arbore le noir pour se distinguer, alors qu'autrefois on pouvait retrouver les ceintures fléchées sur tout le territoire du Bas Canada et là où les voyageurs la transportaient pour les échanger contre des fourrures.